# Cosme Oliver Monserrat
Cosme Oliver Monserrat (Felanitx, Mallorca, 1941) és un polític mallorquí ja retirat. Es va llicenciar en Filosofia a la Universitat de Salamanca l'any 1966. El 1977 s'incorporà a la UCD (Unió de Centre Democràtic). Dos anys després, el 1979, fou elegit per ser regidor del municipi de Felanitx. El 1983 formà part de la candidatura Unió Felanitxera i un any més tard tornà a ser elegit regidor. El 1987 passa al PDP (Partit Demòcrata Popular) i continua sent regidor del terme de Felanitx. Aquell mateix any, el batle va dimitir i ell va ocupar el seu lloc a la batlia. Durant la seva administració va dur a terme un pla d'embelliment de Cala Ferrera i Portocolom, va construir el clavegueram de la zona de sa Capella, a Portocolom, i el 1989 va crear el Centre Cultural de Felanitx. Adquirí el cinema de Felanitx, que fou convertit en un auditori municipal, i rehabilità l'escorxador. L'any 1988 s'incorporà al Partit Popular. Fou elegit regidor a les eleccions pel Partit Popular l'any 1988. Des del 1992 és tinent de batle.